# Myodermum tibialis
Myodermum tibialis är en skalbaggsart som beskrevs av Louis Burgeon 1946. Myodermum tibialis ingår i släktet Myodermum och familjen Cetoniidae. Inga underarter finns listade i Catalogue of Life.